# Ренато Санчес
Ренато Жуниор Луш Санчес (на португалски: Renato Júnior Luz Sanches) е португалски футболист. Играе на поста полузащитник, състезател на португалския Бенфика.

## Кариера
На 10 май 2016 г. Саншеш подписва петгодишен договор с германския клуб Байерн Мюнхен за сумата от 35 милиона евро. Сделката е на обща стойност 80 милиона €, с допълнителни бонуси от 45 милиона евро, в зависимост от успехите на футболиста. С този трансфер той става четвъртият футболист с най-висока платена трансферна сума в историята на Байерн Мюнхен, след тези за Хави Мартинес, Марио Гьоце и Артуро Видал.

## Успехи

### Клубни
Бенфика Лисабон
- Шампион на Португалия: 2015/16
- Купа на лигата: 2015/16[4]

 Байерн Мюнхен
- Бундеслига: 2016/17, 2018/19
- Суперкупа на Германия: 2017
- Купа на Германия: 2018/19

 Лил
- Лига 1: 2020/21
- Суперкупа на Франция: 2021

 Пари Сен Жермен
- Лига 1: 2022/23

### Национален отбор
- Европейско първенство по футбол: 2016